# Molla Hassan Kashis mausoleum

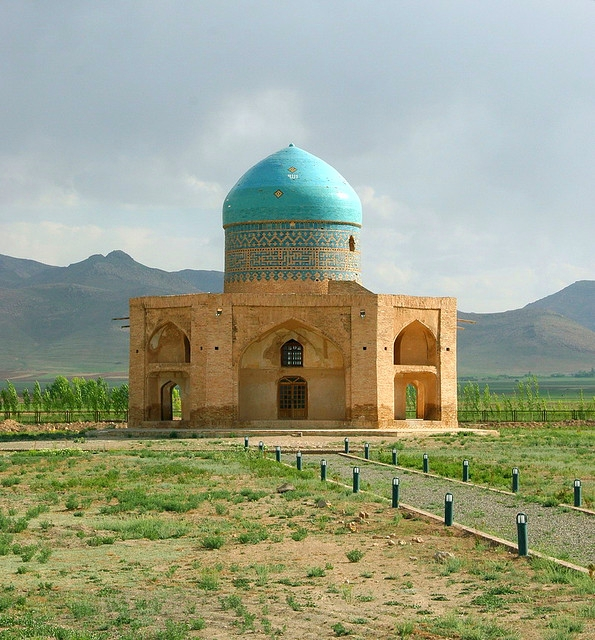
Molla Hassan Kashis mausoleum.

Molla Hassan Kashis mausoleum (persiska: آرامگاه ملاحسن کاشی) ligger i närheten av staden Solţānīyeh i Iran. Molla Hassan Kashi var en berömd lovsångare som sjöng om Ahl al-Bayt under safavidernas tid. Av den anledningen begravde man honom i närheten av Soltaniyeh efter hans bortgång och uppförde ett särskilt mausoleum åt honom.

## Bilder

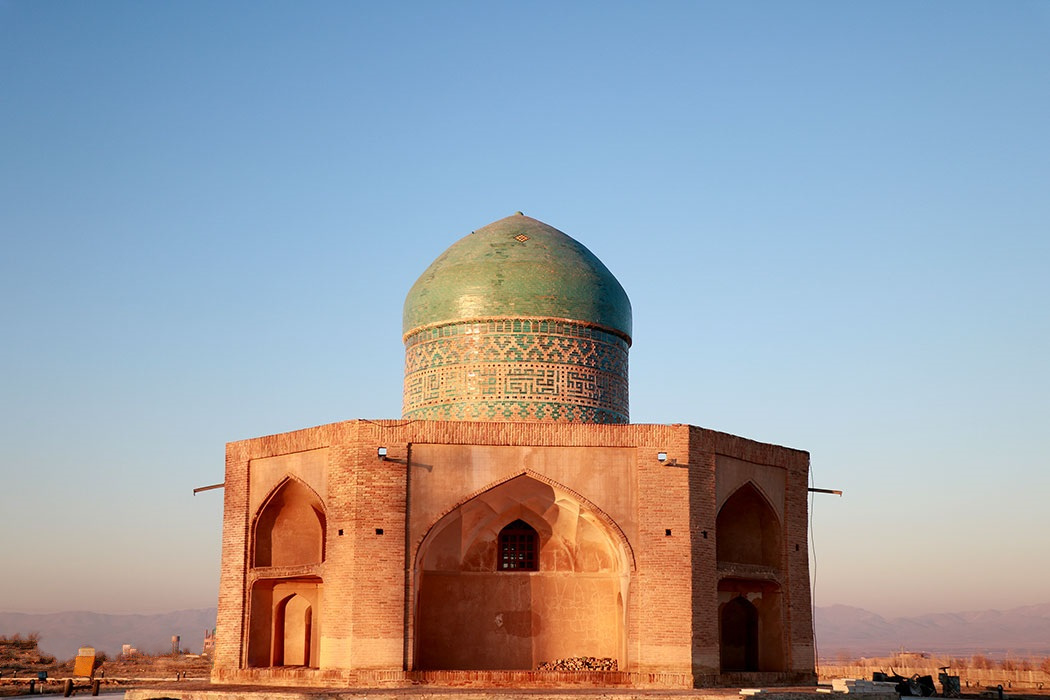
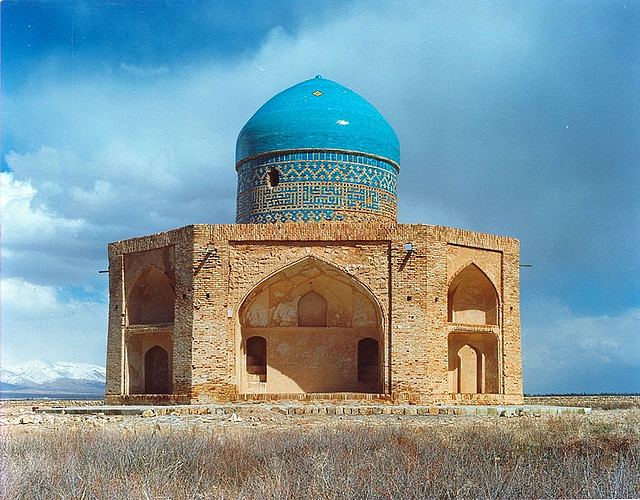
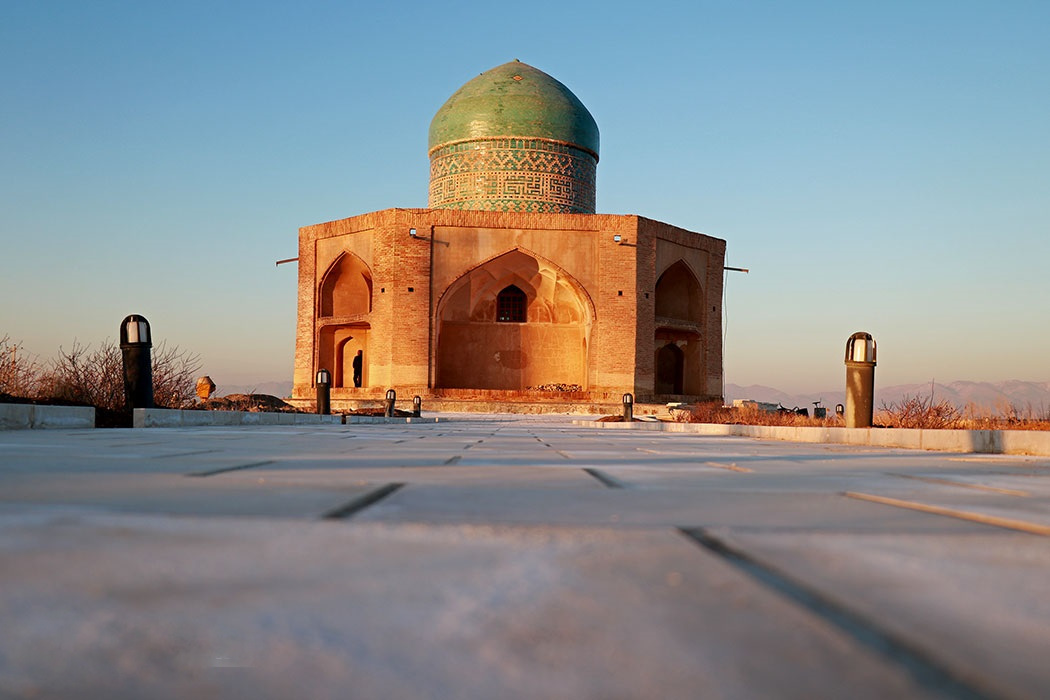